# Port lotniczy Siwo
Port lotniczy Siwo (IATA: EAE, ICAO: NVSE) – port lotniczy położony na wyspie Emae, w miejscowości Sangafa (Vanuatu).